# O Mistério
O Mistério es un disco de Teresa Salgueiro, lanzado en 2012. Es el primero en su carrera en el que escribió la letra de todas las canciones.

## Antecedentes
La grabación del disco coincidió con el aniversario número 25 de Salgueiro como artista. Para su grabación, la cantante y los músicos que participaron se mudaron a un convento franciscano del siglo XVI de la sierra de Arrábida, Setúbal en donde montaron un estudio para realizar el disco.

## Créditos
- Teresa Salgueiro, voz, piano
- Carisa Marcelino, acordeón
- Óscar Torres, bajo
- André Filipe Santos, guitarra
- Rui Lobato, batería y percusiones[1]

### Producción
- Teresa Salgueiro, Rui Lobato, António Pinheiro da Silva, coproducción
- Teresa Salgueiro, Carisa Marcelino, Óscar Torres, André Filipe Santos, Rui Lobato, música
- Teresa Salgueiro, letras[1]

## Lista de canciones
- A Batalha (6:05)
- O Mistério (5:31)
- Cântico (5:36)
- Ausência (4:30)
- A Fortaleza (4:30)
- A Estrada (3:52)
- O Início (6:27)
- Ando Entre Portas (4:26)
- A Máscara (4:43)
- A Fogueira (2:32)
- Lisboa (4:31)
- Senhora Do Tempo (5:17)
- A Paixão (4:16)
- A Espera (7:23)
- A Partida (5:40)